# Вуглеутворення

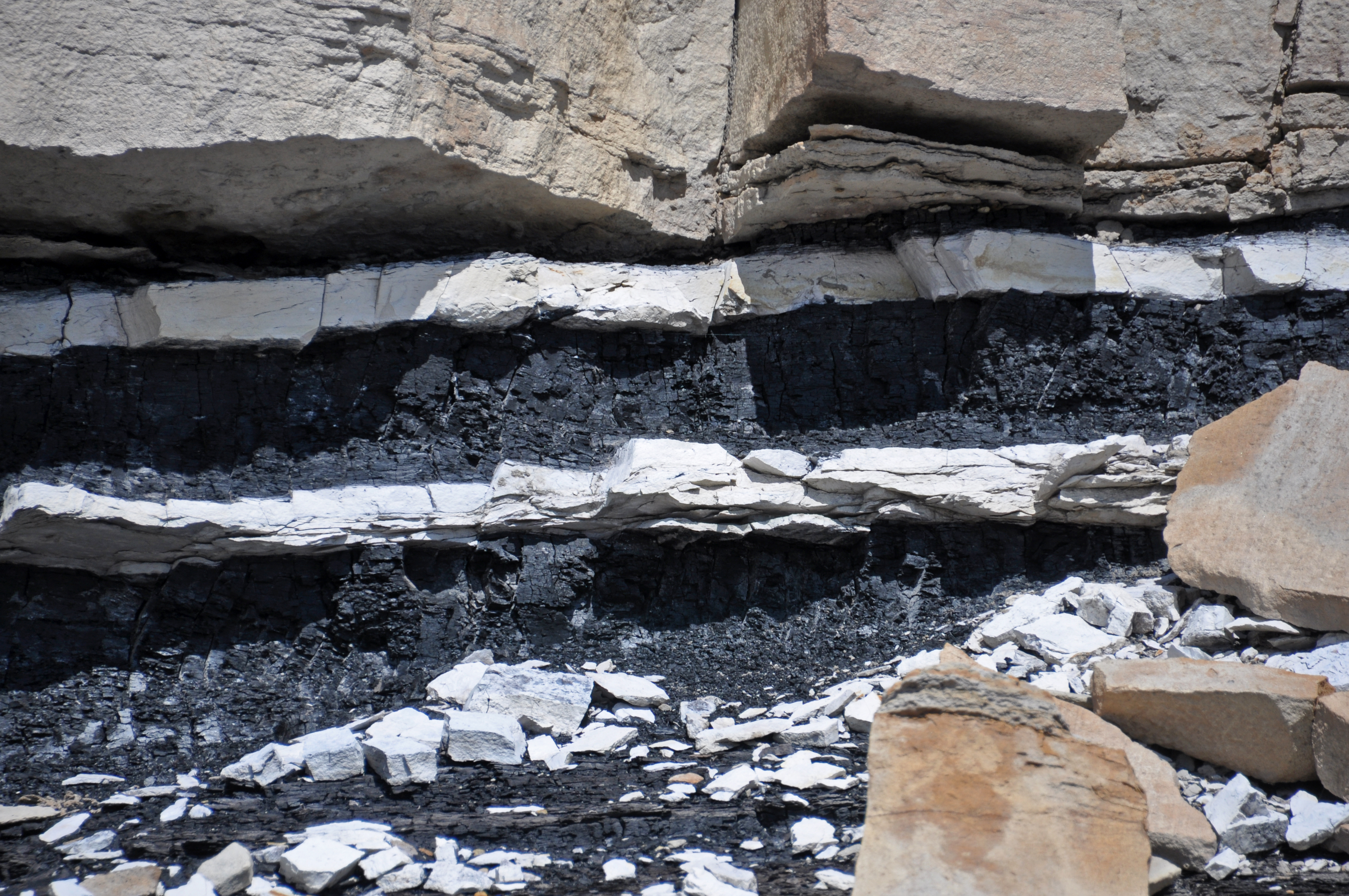
Поклади вугілля в товщі осадкових порід

Вуглеутворення (рос. углеобразование, англ. coalification; нім. Kohlenbildund) — послідовне перетворення відмерлих рослин у викопне вугілля.

## Стадії

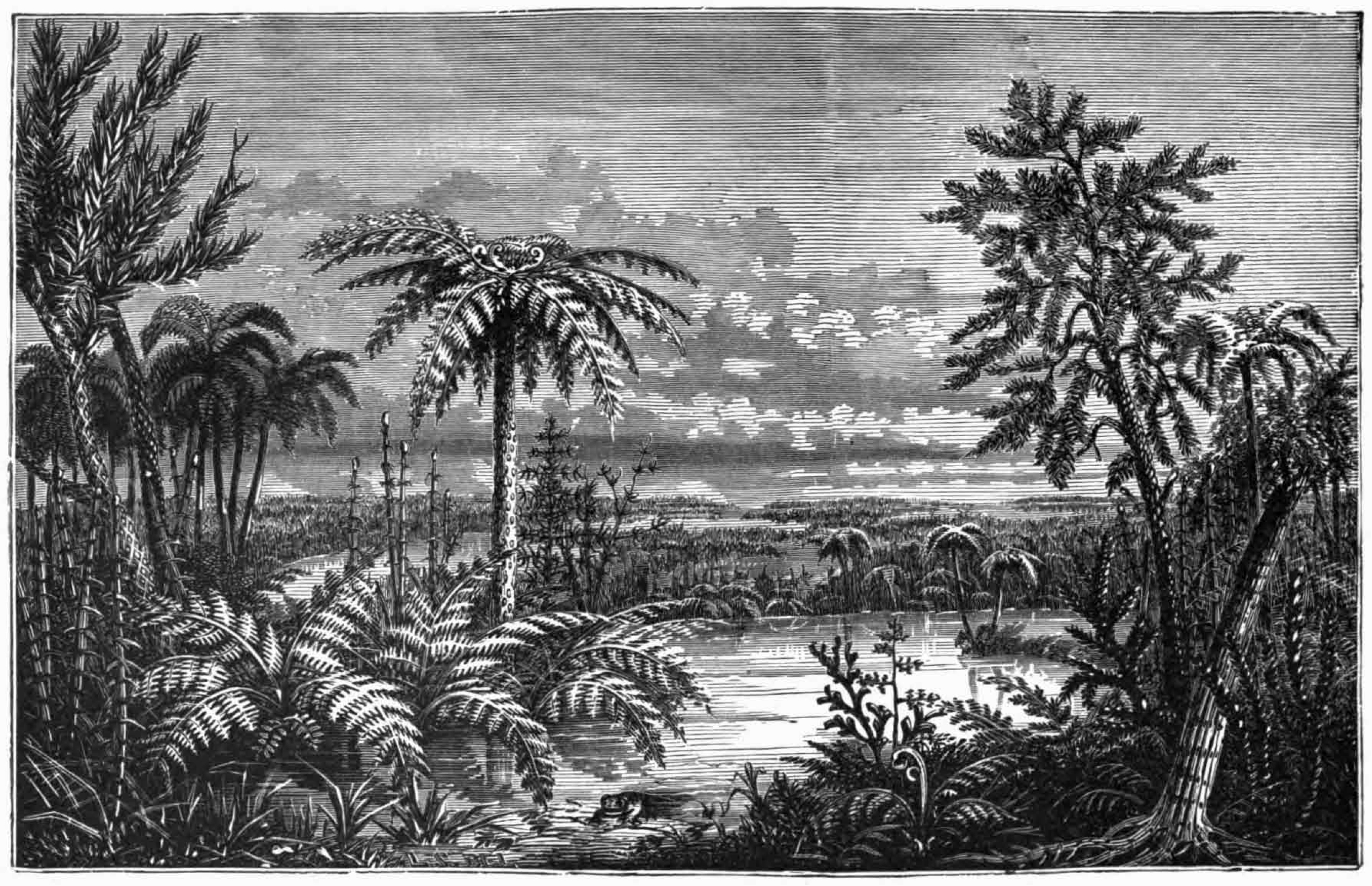
Реконструкція флори Кам'яновугільного періоду

У загальному процесі вуглеутворення виділяють дві фази: торфоутворення і вуглефікацію. Ідеальним середовищем торфоутворення були болота з водою, збідненою киснем з лужною рН. Торф, який утворився в результаті біохімічних реакцій залишків вищих наземних рослин, був вихідним матеріалом основної маси викопного вугілля — гумолітів.
Основними процесами перетворення рослинних залишків у першій фазі вуглеутворення були:
- геліфікація лігніно-целюлозних тканин рослин в анаеробних умовах і перехід продуктів розкладу цих тканин до колоїдного стану з подальшим обезводненням і затвердінням гелів і утворенням однорідної маси, яка цементувала інші компоненти;
- фюзенізація — обезводнення і окиснення в аеробних умовах лігніно-целюлозних тканин і продуктів первинної їх геліфікації з частковим обвуглюванням рослинного матеріалу;
- елювіація — винесення з торфу проточними водами колоїдних продуктів, що супроводжувалося збагаченням торфу ліпоїдними стійкими до розкладу компонентами рослин;
- ілювіація — привнесення на площу торф'яника розчинених гумінових речовин;
- бітумінізація — анаеробний процес розкладу багатих на жири і білки речовинних комплексів нижчих рослин і відмерлих мікроорганізмів (зоопланктону), який призводив до утворення сапропелю — основного вихідного матеріалу сапропелітів, та сапрогумолітів.

Друга фаза вуглеутворення — вуглефікація — починалася і протікала після поховання торфу в надрах Землі (перекриття його кластичними осадами). У результаті діагенезу торф перетворювався у м'яке буре вугілля. Наступний метаморфізм привів до формування широкого спектра природних різновидів викопного вугілля — від бурого вугілля до суперантрацитів.
Вуглеутворення — регіональний процес, який протікав з різною інтенсивністю в окремі періоди геологічної історії Землі на великих площах і локальних ділянках всіх континентів, де виникало сприятливе поєднання фітологічних, кліматичних, палеогеографічних і геотектонічних передумов. Початок масштабного вуглеутворення датується середнім девоном. Природним завершенням девоном був процес руйнування вугленосних формацій, що стали внаслідок загального підйому материків і горотворчих процесів областю розмиву. Цей процес особливо виразно виявився у верхньопалеозойських кам'яновугільних басейнах, які сформувалися в складних авлакогенах (Донбас), великих глибоких прогинах пригеосинклінальних і складчастих областей (Кузнецький, Горлівський, Карагандинський бас.).

## Паралічний тип вуглеутворення
Паралічний тип вуглеутворення (рос. паралический тип углеобразования, англ. paralic type of carbonification; нім. paralischer Kohlenbildungstyp, paralische Kohlenbildung) — вуглеутворення, що відбувалося в прибережно-морських умовах. Для нього характерна багаторазова циклічна зміна континентальних і типово морських прибережних осадів; останні представлені вапняками і глинистими сланцями, розвиненими перев. в покрівлі вугільних пластів. Спостерігаються в Донецькому, Нижньорейнсько-Вестфальському, Верхньосілезькому, Аппалачському, Іллінойському і ін. басейнах.

## Кам'яновугільний період. Географія вуглеутворення

Вузли та пояси вуглеутворення у середньому карбоні

Найактивніше вуглеутворення відбувалося у Кам'яновугільний період, який настав близько 350 млн років тому і тривав 65 — 70 млн років. У карбоні великого розвитку набула наземна рослинність (лепідодендрони, сигілярієві, деревоподібні папороті тощо). З їхніх решток в основному і утворилося кам'яне вугілля. Вугільні басейни і родовища карбону широко представлені в Європі і Північній Америці, де сконцентровано понад 80 % загальних геологічних запасів вугілля цієї доби.
Основні вугільні басейни, пов'язані з відкладами карбону:
- басейни Європи: Донецький і Львівсько-Волинський — в Україні; Південний Уельс, Ланкашир, Нортумберленд, Кент — у Великій Британії; Астурійський — в Іспанії; Валансьєн — у Франції; Льєж і Кампін — у Бельгії; Нижньорейн-сько-Вестфальський (Рурський) — у Німеччині; Верхньосілезький — у Польщі; Остравський — у Чехії;
- басейни Азії: Кузнецький, Карагандинський, Екібастузький, Тунгуський та ін. — в Російський Федерації; Датун — у Китаї; Ранігандж, Бакаро, Джхарія — в Індії;
- басейни Північної Америки: Аппалачський, Іллінойський, Пенсильван-ський, Мічиганський, Техаський;
- басейни Австралії: Боуен, Новий Південний Уельс.

## Інтернет-ресурси
- Coalification | geology | Britannica [Архівовано 2 лютого 2021 у Wayback Machine.]